# 印尼光鰓魚
印尼光鰓魚（學名：Chromis athena），又稱高身光鰓雀鯛，是輻鰭魚綱鱸形目雀鯛科光鰓魚屬的其中一種，分布於西太平洋印尼西巴布亞省拉賈安帕群島海域，深度60至65公尺，本魚體呈橢圓形而側扁，顏色為暗藍灰色，頭部前半部為深灰色，頸背及側線以上上背部為亮黃色，鰭主要為半透明白色，尾鰭裂片和軟背鰭基部深灰色，背鰭硬棘13枚、背鰭軟條10-11枚、臀鰭硬棘2枚、臀鰭軟條10-11枚，體長可達5.4公分，棲息在珊瑚礁區，以浮游生物為食，繁殖期時成對出現，雄魚會守護卵直到孵化，生活習性不明。